# Madecassophryne truebae
Madecassophryne truebae е вид земноводно от семейство Microhylidae. Видът е застрашен от изчезване.

## Разпространение
Разпространен е в Мадагаскар.